# پزشکی هسته‌ای
پزشکی هسته‌ای شاخه‌ای از تصویربرداری پزشکی، فیزیک پزشکی و پرتونگاری مولکولی است که از خواص هسته‌ایِ مواد (مثل رادیوایزوتوپ‌ها) برای تشخیص و درمان بیماری‌ها استفاده می‌کند. داروسازی هسته‌ای نیز به این شاخه از علوم پایهٔ پزشکی کمک می‌کند.
ویژگی پزشکی هسته‌ای در این است که توانایی ارائه‌دادن اطلاعات تصویری از فرایندها و عملکردهای متابولیکی بدن را دارد در صورتی‌که دیگر مدالیته‌های تصویربرداری‌های پزشکی همانند مقطع‌نگاری رایانه‌ای و ام‌آرآی عموماً اطلاعات ساختاری و آناتومیکال تولید می‌کنند.
پرکاربردترین رادیوایزوتوپ در پزشکی هسته‌ای تکنسیوم است؛ و از مدالیته‌های پر استفاده در پزشکی هسته‌ای می‌توان مقطع نگاری با نشر پوزیترون و مقطع نگاری رایانه‌ای تک فوتونی را نام برد. در حالت تلفیقی نیز سیستم‌های پت-سی تی و اپکت-سی تی بسیار پر مصرفند.

## تاریخچه

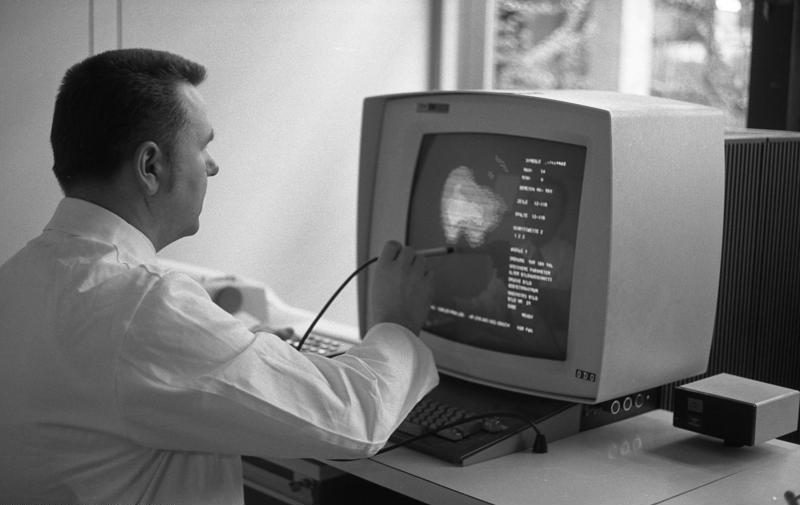
یک متخصص در حال کار با یک سینتیگرام در سال ۱۹۷۵ در آلمان.

### تلاش‌های نخستین
اولین آثار رادیواکتیویته در سال ۱۸۶۷ توسط سنت ویکتور بر روی امولسیون فیلم مشاهده گردید. پس از او، در سال ۱۸۹۶، هانری بکرل، در جریان بررسی خاصیت لومینانس املاح اورانیوم، پی به وجود اشعه‌ای نظیر اشعهٔ ایکس برد. بکرل املاح اورانیوم را در صفحات فوتوگرافی قرار داد و دور از نور در جایی نگاه داشت و پس از ظاهرکردن آن‌ها به وجود اشعه‌ای ناشناخته پی برد. این کشف بکرل بعدها در ۲۶دسامبر ۱۸۹۸ منجر به اعلام کشف رادیوم توسط پییر و ماری کوری گردید. در ۱۸۹۹، رادرفورد نشان داد که دو نوع تابش از املاح اورانیوم ساطع می‌شود، و این ذرات را آلفا و بتا نامید. در ۱۹۰۰، کوری و ویلارد نوع سومی از این تابش‌ها را کشف کردند و آن را گاما نامیدند. در ۱۹۰۸ معلوم شد که آلفا و بتا تحت تأثیر میدان مغناطیسی منحرف می‌شوند، ولی گاما چنین انحرافی از خود نشان نمی‌دهد.
در سال ۱۹۱۱، رادرفورد در آزمایش معروف خود نشان داد که تقریباً تمام فضای اتم خالی و متشکل از الکترون‌هایی است که در اطراف هسته‌ای کوچک، چگال و مبهم می‌چرخند، و در سال ۱۹۳۵ یوکاوا پیشنهاد کرد که نیروی بستگی هسته به‌صورت نیروی تبادلی است. واژهٔ رادیواتم و تعریف آن نخستین بار توسط کوهمن در سال ۱۹۴۷ برای نامیدن اتم‌هایی که دارای نیمه‌عمر زوال رادیواکتیو قابل اندازه‌گیری هستند، وضع شد. تصویرگری به کمک رادیواتم‌ها در سال ۱۹۴۹ بعد از آن که اسکنر خط مستقیم تولید شد، آغاز گردید. معرفی دوربین جرقه‌ای، دوربین آنگر یا دوربین گاما و امکان اخذ سریع تصاویر رادیواتمی، بدون احتیاج به حرکت جارویی (آشکارسازی ساکن)، مهمترین پیشرفت در ابزارهای تصویرگر هسته‌ای بود.

### پیشرفت‌های متأخر

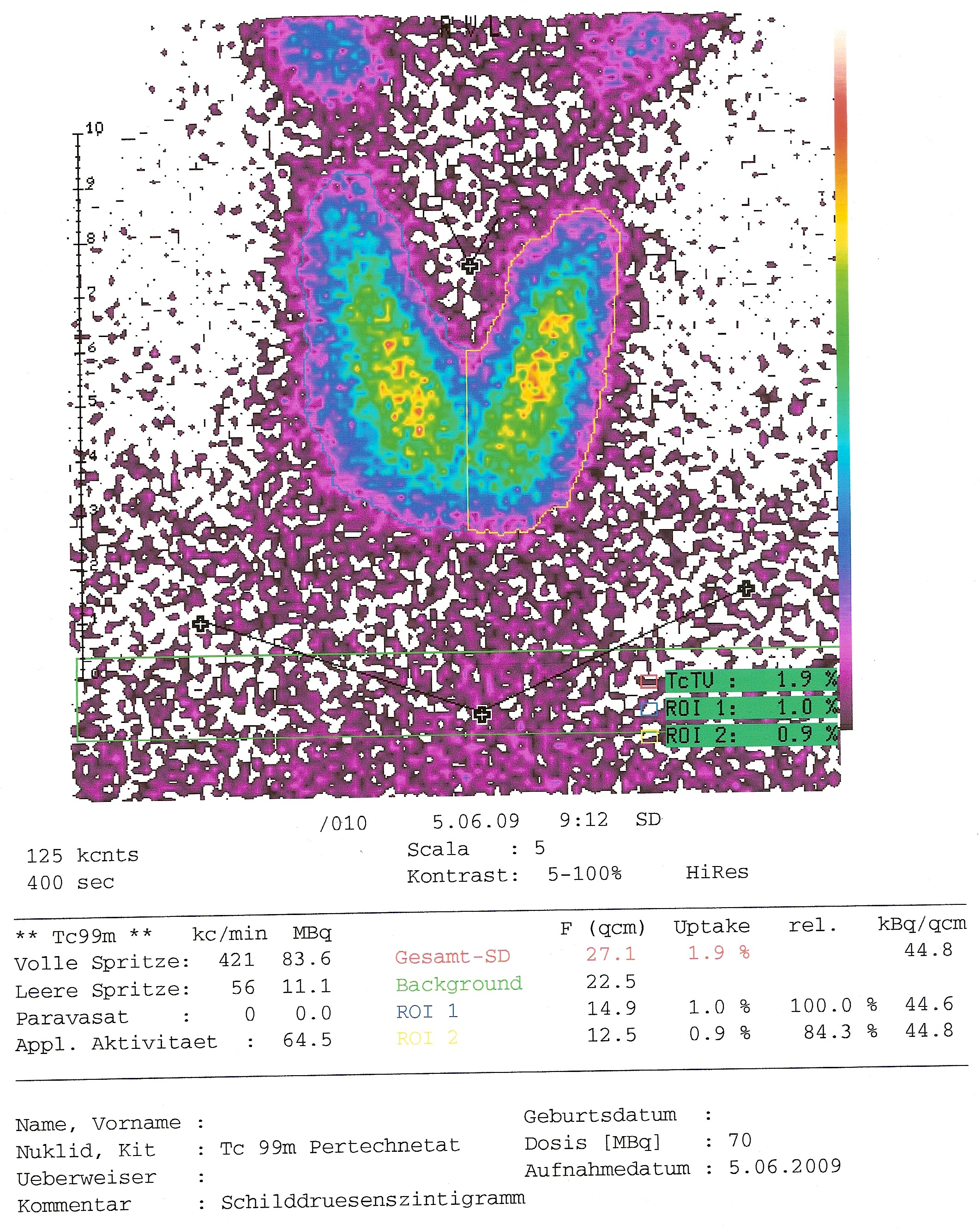
سنتگرام تیروئید با تکنیتیوم-۹۹ام

نخستین آزمایش استفاده از تزریق رادیوایزوتوپ در تصویربرداری از یک انسان، توسط هرمان ال بلومگارت و سوماً وایس از دانشگاه هاروارد انجام گرفت. این آزمایش در سال ۱۹۲۷ و به‌کمک یک اتاقک ابری و رادون انجام گرفت. با وجود تلاشهای فراوان، این آزمایش‌ها موفقیت‌آمیز نبودند، و این محققان آزمایشگاه ملی لارنس برکلی بودند که برای نخستین بار توانستند با موفقیت از یک رادیوایزوتوپ در محیطی بالینی بهره ببرند. آن‌ها به کمک سیکلوترون معروف خود ایزوتوپ ید-۱۳۱ تولید کردند که برای پروژه‌های تیروئیدی بکار رفت. از همین ایزوتوپ مدت کوتاهی بعد برای سرطان تیروئید و پرکاری تیروئید استفاده گردید.
هل انگر در سال ۱۹۵۸ دوربین انگر را در دانشگاه برکلی ابداع کرد. همچنین استفاده از رادیوایزوتوپ تکنتیوم در ۱۹۶۴ توسط تیم متشکل از پل هارپر و نیز رابرت بک از دانشگاه شیکاگو باعث ایجاد نقطه عطفی در تاریخ فیزیک پزشکی و پزشکی هسته‌ای گردید.
کاربرد تکنیک رادیواکتیویته مصنوعی به ویژه در تولید داروهای پرتوزا در پزشکی هسته‌ای محسوس می‌باشد.

## در ایران
در ایران استفاده از مواد رادیو اکتیو در پزشکی با اندازگیری مقدار ید رادیو اکتیو ادرار ۲۴ ساعته در سال ۱۳۳۹ شمسی برابر ۱۹۶۰ میلادی بوسیله دستگاهی که چهار لوله Geiger Muller در اطراف ظرف ادرار قرار داده شده بود در آزمایشگاه معروف به آزمایشگاه پیمان مرکزی در دانشکده علوم دانشگاه تهران شروع شد. حدود یکسال بعد (سال ۱۳۴۰) نقشه‌برداری از تیروئید توسط گاماکامرایی که به بیمارستان رازی هدیه شده بود و همچنین اندازگیری هورمون تیروئید در خون توسط صادق نظام مافی استاد گروه آموزشی داخلی دانشکده پزشکی تهران با کمک کارشناسی به نام M.C.Nokes در زیر زمین بیمارستان که گویا زمانی حوضخانه حاج محتشم السلطنه اسفندیاری بود انجام می‌شد که کمک‌های کارشناس مذکور در پیشرفت کار پزشکی هسته ای بسیار مؤثر بوده‌است، در همان زمان، هوشنگ دولت‌آبادی در مطب خصوصی خود در تهران وسایلی برای سنجش جذب ید ۱۳۱ تیروئید و اندازه‌گیری PBI 131 گرد آورده بود. چندی بعد رسول برکت آزمایشگاه پزشکی هسته‌ای را در دانشگاه شیراز بنیان نهاد و چندی آنرا ارائه نمود.
در سال ۱۳۴۵ برابر با ۱۹۶۵ میلادی با هدیه معصومه قرا گزلو، از منسوبین صادق نظام مافی و به تشویق ایشان، از محل ثلث شوهر مرحومشان ابراهیم قراگزلو مرکز پزشکی هسته‌ای و تحقیقات غدد داخلی دانشگاه تهران ایجاد و مجهز گردید وتوسعه این مرکز تا سال ۱۳۵۰ ادامه یافت تا به شکل کنونی درآمد در واقع اولین بنا در این محوطه بود که بعداً بیمارستان شریعتی در مجاور آن ساخته شد. ریاست این مرکز تا سال ۱۳۵۸ به عهده صادق نظام مافی که مدیریت گروه آموزشی بیماری‌های داخلی دانشگاه را هم به عهده داشت ادامه یافت و در آن زمان کارهای تشخیصی و درمانی پزشکی هسته‌ای بیشتر روی بیماران مبتلا به بیماری‌های تیروئید نظیر اسکن و سنجش هورمون‌های تیروئید به روش Protein Binding Assay Competitive و سپس رادیو ایمونو اسی صورت می‌گرفت و پزشک متخصص و تکنولوژیست در زمینه پزشکی هسته‌ای در کشور نبود. دکتر محسن ساغری پس از اخذ تخصص پزشکی هسته‌ای از آمریکا با پیشنهاد دکتر صادق نظام مافی به ایران مراجعت و به عضویت هیئت علمی دانشکده پزشکی تهران درآمد و در مؤسسه تحقیقات پزشکی هسته‌ای و غدد مترشحه داخلی واقع در بیمارستان شریعتی مشغول کار شد و در سال ۱۳۵۸ بعد از بازنشسته شدن صادق نظام مافی مسئولیت اداره این مرکز به محسن ساغری واگذار گردید. در آن زمان با توجه به نیاز مبرم به تربیت کارشناس و پزشک متخصص و تهیه تجهیزات جدید و استفاده از روش‌های تشخیصی و درمانی جدید، در سال ۱۳۶۰ برای اولین بار اقدام به تأسیس گروه آموزشی پزشکی هسته‌ای در دانشگاه تهران و از سال ۱۳۶۲ نسبت به پذیرش دستیار پزشکی هسته‌ای در بیمارستان شریعتی اقدام نمود و با تصدی ایشان بعنوان رئیس دانشکده پزشکی در سال‌های ۱۳۵۹ تا ۱۳۶۰ و ۱۳۶۲ تا ۱۳۶۴ اقدام‌های مؤثری برای توسعه و شناخت این رشته نو پا در دانشگاه تهران و مصوب نمودن آن به عنوان یک رشته تخصصی و همچنین تدوین کوریکولوم آموزشی و پایه‌گذاری بورد پزشکی هسته‌ای در وزارت علوم صورت گرفت.
در آن زمان شناختی از این رشته تخصصی در کشور نبود و حتی در جامعه پزشکی از کاربردهای آن بی اطلاع بودند، لذا برای شناسایی این رشته تخصصی به موازات برنامه‌های آموزشی و ارائه خدمات در دانشگاه با شرکت در همایش‌های گروه‌های پزشکی و بر قراری همایش‌های ماهیانه و سالیانه پزشکی هسته‌ای و تبلیغ از طریق صدا و سیما اقدامات مؤثری برای معرفی هر چه بیشتر پزشکی هسته ای صورت گرفت.
با توجه به اینکه اساس کار در مراکز پزشکی هسته‌ای بوجود پرتوداروها وابسته می‌باشد با رایزنی‌های که با دکتر اولیاء، رئیس وقت بخش رادیو ایزوتوپ سازمان انرژی اتمی بعمل آمد ایشان به کمک همکاران خود در سال ۱۳۶۰ اقدام به تهیه پرتوداروی تکنسیوم وسپس ژنراتور تکنسیوم و متعاقباً کیت‌های تشخیصی نمودند که تا سال ۱۳۷۰ به طول انجامید.
در زمان دولت‌های هفتم و هشتم بودجه خرید دستگاه PET-CT و سیکلوترون توسط ریاست جمهوری و وزارت بهداشت، تأمین که پس از فراز و نشیب‌های فراوان سر انجام سیستم مذکور در سال ۱۳۹۰ در محل مرکز تحقیقات پزشکی هسته‌ای بیمارستان شریعتی نصب و راه اندازی گردید.
در این میان، از زمان تأسیس، سازمان انرژی اتمی ایران وظیفهٔ تأمین پرتوداروهای موردنیاز برای درمان بیماران را بر عهده داشته‌است.
از متخصصین ایرانی فعال در خارج از ایران که نقش بسزایی در پیشرفت پزشکی هسته‌ای داشتند می‌توان به عباس علوی اشاره کرد که در دهه ۱۹۷۰ میلادی شاگرد و یکی از اعضای تیم دیوید کوهل بود که نامش در ابداع سیستم‌های اسپکت به‌همراه وی دیده می‌شود. جامعه پزشکی هسته‌ای آمریکا همچنین، به‌خاطر خدمات علمی وی در گسترش سیستم‌های پت اسکن، در سال ۲۰۰۴ به وی یکی از بالاترین جوایز خود که جایزهٔ دِهِوِسی برای پیشبرد برجستهٔ پزشکی هسته‌ای است را اهدا کرد. آنچه بسیار حائز اهمیت می‌باشد، اطمینان از ضرورت استفاده از این روش می‌باشد، چراکه در اغلب مواد رادیواکتیو استفاده شده در روزهای آتی، پس از ترخیص، به ترتیب در روزهای اول و دوم و سوم ۶۰٪ و ۲۰٪ و ۵٪، فعالیت دارد. با این حال، ۷۵٪ تصاویر گرفته‌شده، توجیه و دلیل منطقی‌ای ندارند!

### مراکز پزشکی هسته‌ای ایران
معاون وقت برنامه‌ریزی هسته‌ای و نظارت راهبردی سازمان انرژی اتمی در سال ۱۴۰۳ گفت حدود ۲۵۰ مرکز پزشکی هسته‌ای در مراکز استان‌های کشورمان وجود دارد و به تدریج بر تعداد آنها افزوده می‌شود.
فهرست مراکز پزشکی هسته ای در تهران:
| نام مرکز                                 | نشانی                                                                                         | نوع مرکز |
| ---------------------------------------- | --------------------------------------------------------------------------------------------- | -------- |
| مرکز پزشکی هسته‌ای بیمارستان شفا          | میدان شهدا خیابان مجاهدین اسلام نرسیده به مجلس                                                | دولتی    |
| مرکز پزشکی هسته‌ای بیمارستان خاتم الانبیا | خیابان ملاصدرا جنب پل شهید همت                                                                | دولتی    |
| مرکز پزشکی هسته‌ای بیمارستان پارس         | تهران بلوار کشاورز                                                                            | دولتی    |
| مرکز پزشکی هسته‌ای بیمارستان اقبال        | خیابان آذربایجان تقاطع رودکی                                                                  |          |
| مرکز پزشکی هسته‌ای بیمارستان بهاران       | اسلامشهر ، خیابان امام سجاد ، خیابان احمد پور محسن پلاک ۸ طبقه همکف                           |          |
| مرکز پزشکی هسته‌ای بیمارستان بهبد         | شهر قدس بلوار مصلی روبه روی بوستان شهید مدنی پلاک ۴۰۷                                         |          |
| مرکز پزشکی هسته‌ای ۱۱۰ پاسداران           | خیابان شریعتی سه راه ضرابخانه نبش دشتستان دوم پلاک ۱                                          |          |
| مرکز پزشکی هسته‌ای درمانگاه ویستان        | بلوار مرزداران خیابان بهار ساختمان ایمان                                                      |          |
| مرکز پزشکی هسته‌ای درمانگاه حضرت علی اصغر | شهر ری خیابان شهید پورزاهد، خیابان شهید طبایی                                                 |          |
| مرکز پزشکی هسته‌ای پویش                   | تهران خیابان شریعتی بالاتر از متروی صدر ساختمان رسا                                           |          |
| مرکز پزشکی تابان                         | بزرگراه شهید محلاتی روبه روی بیمارستان بازرگانان کوچه مفتاح پلاک ۸                            |          |
| مرکز پزشکی هسته‌ای ثنا                    | میدان دوم صادقیه ابتدای بلوار جناح نبش کوچه عابدزاده پلاک ۲۲                                  |          |
| مرکز پزشکی هسته‌ای بیمارستان مهر          | تهران خیابان زرتشت ، بین خیابان ولیعصر و خیابان حافظ                                          |          |
| مرکز پزشکی هسته‌ای بیمارستان کسری         | میدان آرژانتین خیابان الوند                                                                   |          |
| مرکز پزشکی هسته‌ای خورشید                 | تهران بزرگراه فتح، روبه رو بیمارستان شریعت رضوی کوچه کارخانه پلاک ۱۸                          | خصوصی    |
| مرکز پزشکی هسته‌ای درمانگاه امیر          | ملارد، مارلیک ، خیابان دکتر حسابی خیابان پگاه                                                 | خصوصی    |
| مرکز پزشکی نوین                          | شهرک غرب خیابان ایران زمین خیابان مهستان، پلاک ۲                                              |          |
| مرکز پزشکی هسته‌ای بیمارستان آلفا         | میدان انقلاب ، خیابان امیرآباد شمالی ، بعد از چهارراه فاطمی بالاتر از مسجد امیر ساختمان ناهید | ...      |
| مرکز پزشکی هسته‌ای گاما اسکن              | خیابان بهار شمالی جنب اداره برق شماره ۱۷۴                                                     |          |
| مرکز پزشکی هسته‌ای سارا                   | تهران خیابان شریعتی بالاتر از پل شهید صدر خیابان میرزاپور پلاک ۲                              |          |
| مرکز پزشکی هسته‌ای یاس                    | تهران ویلا، خیابان ستارخان                                                                    |          |
| مرکز پزشکی هسته‌ای سیندخت                 | بلوار آیت الله کاشانی بین وفا آذر شمالی و عقیل                                                |          |
| مرکز پزشکی هسته‌ای بیمارستان ایران        | تجریش میدان قدس ابتدا خیابان شریعتی                                                           |          |
| مرکز پزشکی هسته‌ای پرتو                   | خیابان دکتر شریعتی روبروی مترو قلهک                                                           |          |
| مرکز پزشکی هسته‌ای آسیا                   | سعادت‌آباد خیابان ۱۶ پلاک ۲۴                                                                   |          |
| مرکز پزشکی هسته‌ای اکسیر                  | شهر ری خیابان پیروزی نبرد شمالی کوچه ابدی                                                     |          |
| مرکز پزشکی هسته‌ای آفتاب                  | تهرانپارس، فلکه اول، ابتدای خیابان ۱۴۲ غربی                                                   |          |

## حرفه

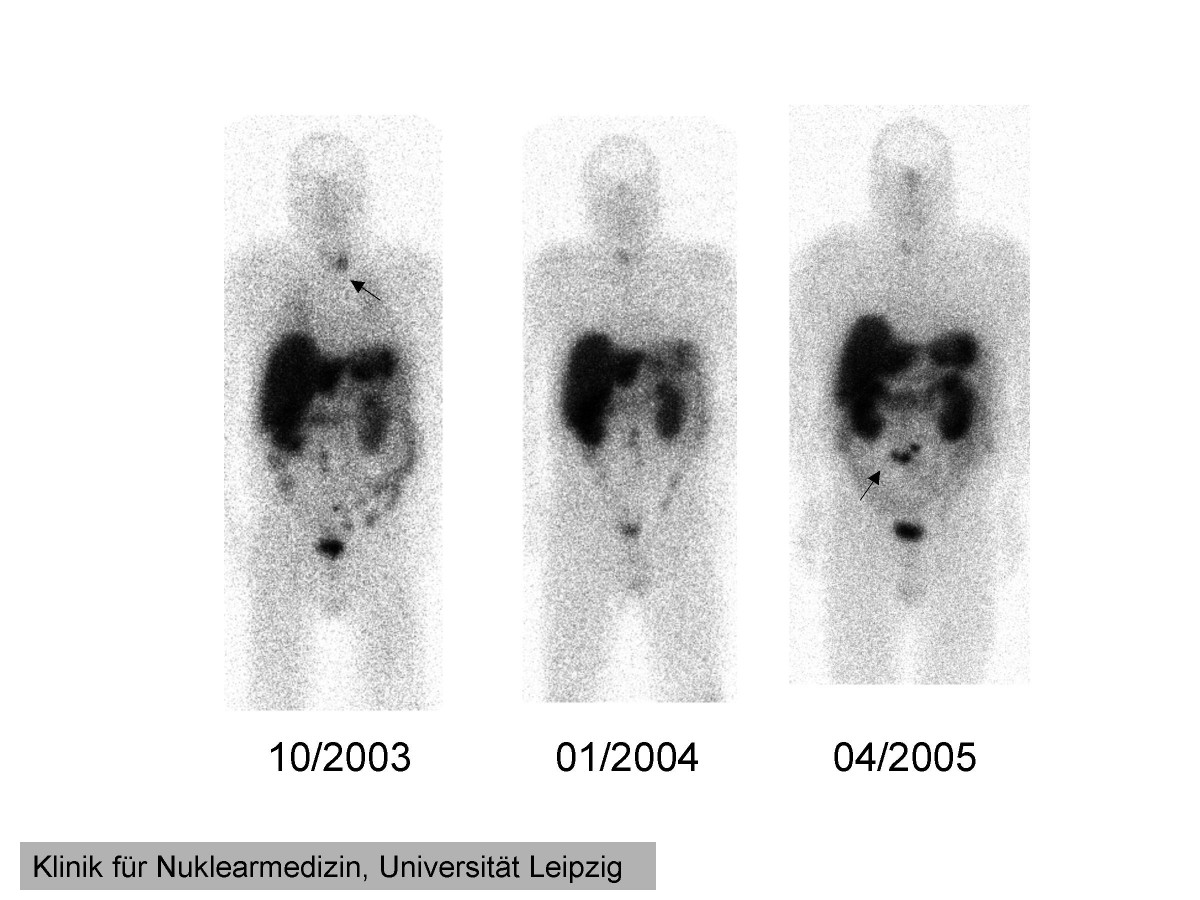
سنتگرام با ایندیم-۱۱۱ نشانگر یک کارسینوما در بیمار است.

پزشکی هسته‌ای در کشورهای پیشرفتهٔ صنعتی عموماً در چند حرفهٔ مختلف ظاهر می‌شود:
- به‌عنوان یک تخصص پس از اتمام دورهٔ طبابت
- تکنولوژیست هسته‌ای که اغلب در سطح کارشناسی است
- مأمور محافظت از پرتو
- داروگر هسته‌ای که یک گرایش از رشته داروسازی است
- دکترای (PhD) پزشکی هسته‌ای که غالباً یک شغل آکادمیک است.
- یک شاخه از فیزیک پزشکی که احتیاج به بورد ABSNM یا ABR دارد.

## برخی روش‌های تصویربرداری در پزشکی هسته‌ای
- اسکن استخوان: تزریق موادی پرتوزا، تجمع آن در مغز استخوان، و تصویربرداری و تشخیص آن توسط یکی از روش‌های تصویربرداری.
- تومورها را لذا می‌توان با جذب نسبی بیشتر ماده رادیواکتیو مشاهده کرد و تمیز داد.
- اسکن مغزی: تزریق موادی پرتوزا، عبور آن از سد خونی مغز، تجمع آن در آسیب‌دیدگی‌های مغزی (مثل تومورها)، و تصویربرداری و تشخیص آن توسط یکی از روش‌های تصویربرداری.
- اسکن گالیم
- اسکن موگا
- پت اسکن و اسپکت
- اسکن‌های ریوی
- اسکن سستامیبی تکنسیوم
- سینتیگرافی تالیم
- اسکن تیروئید
- اسکن هسته ای قلب

### تصویرسازی مولکولی

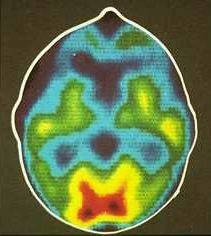
تصویری از مغز توسط پت اسکن.

تصویرسازی مولکولی در سالهای اخیر چنان در بیمارستانها و مراکز درمانی رواج پیدا کرده که اکنون این روش‌ها خود دارای بخش جداگانه‌ای در پزشکی هسته‌ای می‌باشد. متعارف‌ترین روش‌های تصویرسازی مولکولی عبارتند از پت اسکن و اسپکت.

#### روش‌های ترکیبی

##### PET/CT
(تصویر برداری پت چیست؟)
پیشنهاد ترکیب PET و CT در سال ۱۹۹۱ مطرح شد ولی نمونه اصلی اسکنرهای PET/CT در سال ۱۹۹۸ کامل شد. اولین طراحی آن که در مراکز پزشکی استفاده شد در سال ۲۰۰۱ بود. از سال ۲۰۰۱ تاکنون تمام فروشنده‌های دستگاه‌های پزشکی حداقل یک طراحی PET/CT را تولید کرده‌اند. در نتیجه، از سال ۲۰۰۶ فروش PET/CT جایگزین PET شده‌است.
در یک دستگاه بیمار ابتدا از میان اسکنر CT رد می‌شود و سپس وارد اسکنر PET می‌شود. دو روش مختلف برای استفاده از PET/CT وجود دارد:
1. داده‌های CT به PET اضافه شده‌است. در این مورد کافی است که کیفیت تصاویر CT در حدی باشد که ساختارهای مورفولوژی مشخص شوند. در نتیجه تصویربرداری CT با یک دُز پایین بدون نیاز به مادهٔ حاجب انجام می‌شود. اطلاعات تصاویر CT برای تصحیح تضعیف تصاویر PET استفاده می‌شود. این کاربرد در مقایسه با تصویربرداری سنتی PET سریعتر، کم هزینه تر و دقت تشخیص بالاتری دارد.
2. جدا از PET، تصویربرداری CT ممکن است برای به دست آوردن اطلاعات تشخیصی و دقت مناسب انجام شود. این به معنای استفاده از دز کامل برای تصویربرداری CT است. استفاده از ماده حاجب معمولاً ضروری است و از یک پروتکل تنفسی استفاده می‌شود.[۳]

###### کاربردها
استفاده از PET/CT به عنوان یک وسیلهٔ تشخیصی و staging در تومورشناسی بسیار گسترده است. در تشخیص چندین سرطان، ازجمله سرطان‌های شُش، گردن، سینه، پروستات، و روده کاربرد دارد.

##### SPECT/CT
SPECT/CT، اطلاعات کاربردی را توسط SPECT و اطلاعات آناتومیکی را از CT به دست می‌آورد. داده‌های CT همچنین برای تصحیح تضعیف داده‌های SPECT استفاده می‌شوند. SPECT/CT از یک اسکنر CT و دوربین گامای جدا از هم و یک تخت مشترک تشکیل شده‌است. ترکیب داده‌های CT و SPECT مانند PET/CT انجام می‌شود.

##### PET/MRI
سیستم‌های پت-ام‌آرآی به‌تازگی در بیمارستان‌های اروپا مورد استفاده قرار گرفته‌اند و سازمان اف دی ای آمریکا مجوز این سیستم‌ها را برای استفاده در محیط بالینی به مراکز آمریکایی داده‌است.

## سازمان‌های مهم
- انجمن پزشکی هسته‌ای ایران
- انجمن پزشکی هسته‌ای آمریکا
- مرکز تحقیقات پزشکی هسته ای (دانشگاه علوم پزشکی تهران)
- مرکز تحقیقات پزشکی هسته ای

## نشریات مهم
- ژورنال آو نوکلیر مدیسین
- ژورنال آو نوکلیر مدیسین تکنولوژی
- مجله پزشکی هسته ای ایران

## جستارهای مربوطه
- دوربین گاما
- تعادل پایدار
- تعادل گذرا
- سنتگرافی
- رادیواکتیویته مصنوعی